# Swae Lee/Diskografie
Diese Diskografie ist eine Übersicht über die musikalischen Werke des US-amerikanischen Sängers, Rappers und Songwriters Swae Lee. Den Schallplattenauszeichnungen zufolge hat er bisher mehr als 89,4 Millionen Tonträger verkauft, davon alleine in seiner Heimat über 62 Millionen. Seine erfolgreichste Veröffentlichung ist die Single Sunflower zusammen mit Post Malone, mit über 28,3 Millionen verkauften Einheiten.

## Alben

### Studioalben
| Jahr | Titel Musiklabel                  | Höchstplatzierung, Gesamtwochen, AuszeichnungChartplatzierungen (Jahr, Titel, Musiklabel, Platzierungen, Wochen, Auszeichnungen, Anmerkungen) | Höchstplatzierung, Gesamtwochen, AuszeichnungChartplatzierungen (Jahr, Titel, Musiklabel, Platzierungen, Wochen, Auszeichnungen, Anmerkungen) | Höchstplatzierung, Gesamtwochen, AuszeichnungChartplatzierungen (Jahr, Titel, Musiklabel, Platzierungen, Wochen, Auszeichnungen, Anmerkungen) | Höchstplatzierung, Gesamtwochen, AuszeichnungChartplatzierungen (Jahr, Titel, Musiklabel, Platzierungen, Wochen, Auszeichnungen, Anmerkungen) | Höchstplatzierung, Gesamtwochen, AuszeichnungChartplatzierungen (Jahr, Titel, Musiklabel, Platzierungen, Wochen, Auszeichnungen, Anmerkungen) | Anmerkungen |
| Jahr | Titel Musiklabel                  | DE | AT | CH | UK | US | Anmerkungen |
| ---- | --------------------------------- | --- | --- | --- | --- | --- | --- |
| 2018 | Swaecation Eardruma Records (UMG) | DE61 (1 Wo.)DE | — | CH35 (1 Wo.)CH | UK33 (2 Wo.)UK | US6 Gold · (17 Wo.)US | Erstveröffentlichung: 4. Mai 2018 erschien zusammen mit SR3MM von Rae Sremmurd und Jxmtro von Slim Jxmmi als rein digitales Album-Set |

## Singles

### Als Leadmusiker
| Jahr | Titel Album                                 | Höchstplatzierung, Gesamtwochen, AuszeichnungChartplatzierungen (Jahr, Titel, Album, Platzierungen, Wochen, Auszeichnungen, Anmerkungen) | Höchstplatzierung, Gesamtwochen, AuszeichnungChartplatzierungen (Jahr, Titel, Album, Platzierungen, Wochen, Auszeichnungen, Anmerkungen) | Höchstplatzierung, Gesamtwochen, AuszeichnungChartplatzierungen (Jahr, Titel, Album, Platzierungen, Wochen, Auszeichnungen, Anmerkungen) | Höchstplatzierung, Gesamtwochen, AuszeichnungChartplatzierungen (Jahr, Titel, Album, Platzierungen, Wochen, Auszeichnungen, Anmerkungen) | Höchstplatzierung, Gesamtwochen, AuszeichnungChartplatzierungen (Jahr, Titel, Album, Platzierungen, Wochen, Auszeichnungen, Anmerkungen) | Anmerkungen                                                                    |
| Jahr | Titel Album                                 | DE | AT | CH | UK | US | Anmerkungen                                                                    |
| --- | ------------------------------------------- | --- | --- | --- | --- | --- | ------------------------------------------------------------------------------ |
| 2018 | Guatemala SR3MM                             | — | — | CH71 (4 Wo.)CH | UK68 Silber · (13 Wo.)UK | US84 Gold · (1 Wo.)US | Erstveröffentlichung: 11. April 2018 Verkäufe: + 740.000; feat. Rae Sremmurd   |
| 2018 | Sunflower Spider-Man: Into the Spider-Verse | DE36 Platin · (29 Wo.)DE | AT19 (29 Wo.)AT | CH22 (34 Wo.)CH | UK3 ×5Fünffachplatin · (68 Wo.)UK | US1 ×2Doppeldiamant · (53 Wo.)US | Erstveröffentlichung: 18. Oktober 2018 Verkäufe: + 28.393.333; mit Post Malone |
| 2018 | Christmas at Swae’s –                       | — | — | — | — | — | Erstveröffentlichung: 21. Dezember 2018                                        |
| 2019 | Sextasy –                                   | — | — | — | — | — | Erstveröffentlichung: 15. August 2019                                          |
| 2019 | Won’t Be Late –                             | — | — | CH60 (2 Wo.)CH | UK50 Silber · (6 Wo.)UK | US75 Gold · (1 Wo.)US | Erstveröffentlichung: 16. August 2019 Verkäufe: + 700.000; feat. Drake         |
| 2020 | Someone Said –                              | — | — | — | — | — | Erstveröffentlichung: 28. Februar 2020                                         |
| 2020 | Reality Check –                             | — | — | — | — | — | Erstveröffentlichung: 18. Juni 2020                                            |
| Folgende Lieder erschienen nicht als Single, wurden aber durch das Album zum Download und Streaming bereitgestellt und konnten somit eine Platzierung erlangen: |                                             | | | | | |                                                                                |
| |                                             | | | | | |                                                                                |
| 2018 | The Ways Black Panther: The Album           | — | — | CH89 (1 Wo.)CH | UK54 (3 Wo.)UK | US63 (3 Wo.)US | Charteinstieg: 18. Februar 2018 Verkäufe: + 35.000; mit Khalid                 |

### Als Gastmusiker
| Jahr | Titel Album                                    | Höchstplatzierung, Gesamtwochen, AuszeichnungChartplatzierungen (Jahr, Titel, Album, Platzierungen, Wochen, Auszeichnungen, Anmerkungen) | Höchstplatzierung, Gesamtwochen, AuszeichnungChartplatzierungen (Jahr, Titel, Album, Platzierungen, Wochen, Auszeichnungen, Anmerkungen) | Höchstplatzierung, Gesamtwochen, AuszeichnungChartplatzierungen (Jahr, Titel, Album, Platzierungen, Wochen, Auszeichnungen, Anmerkungen) | Höchstplatzierung, Gesamtwochen, AuszeichnungChartplatzierungen (Jahr, Titel, Album, Platzierungen, Wochen, Auszeichnungen, Anmerkungen) | Höchstplatzierung, Gesamtwochen, AuszeichnungChartplatzierungen (Jahr, Titel, Album, Platzierungen, Wochen, Auszeichnungen, Anmerkungen) | Anmerkungen                                                                                                   |
| Jahr | Titel Album                                    | DE | AT | CH | UK | US | Anmerkungen                                                                                                   |
| --- | ---------------------------------------------- | --- | --- | --- | --- | --- | --- |
| 2015 | Drinks on Us Ransom                            | — | — | — | — | US— GoldUS | Erstveröffentlichung: 6. März 2015 Mike Will Made-It feat. Swae Lee, Future & The Weeknd                      |
| 2016 | Ball Out the Lot –                             | — | — | — | — | — | Erstveröffentlichung: 1. November 2015 BoBo Swae feat. Swae Lee                                               |
| 2017 | Unforgettable Jungle Rules                     | DE6 ×3Dreifachplatin · (53 Wo.)DE | AT11 Platin · (39 Wo.)AT | CH9 ×4Vierfachplatin · (59 Wo.)CH | UK2 ×6Sechsfachplatin · (51 Wo.)UK | US3 Diamant + Platin · (42 Wo.)US | Erstveröffentlichung: 7. April 2017 Verkäufe: + 19.483.333; French Montana feat. Swae Lee                     |
| 2017 | Don’t Judge Me Beach House 3                   | — | — | — | — | — | Erstveröffentlichung: 19. Oktober 2017 Ty Dolla Sign feat. Future & Swae Lee                                  |
| 2018 | Sativa Trip                                    | — | — | — | — | US74 Platin · (16 Wo.)US | Erstveröffentlichung: 22. Januar 2018 Jhené Aiko feat. Swae Lee                                               |
| 2018 | Hopeless Romantic Rolling Papers 2             | — | — | — | — | US72 Platin · (7 Wo.)US | Erstveröffentlichung: 21. Juni 2018 Verkäufe: + 1.015.000; Wiz Khalifa feat. Swae Lee                         |
| 2018 | Real Friends (Remix) –                         | — | — | — | — | — | Erstveröffentlichung: 17. August 2018 Verkäufe: + 30.000; Camila Cabello feat. Swae Lee                       |
| 2018 | Sicko Mode Astroworld                          | DE43 Platin · (27 Wo.)DE | AT29 Platin · (28 Wo.)AT | CH17 (39 Wo.)CH | UK9 ×3Dreifachplatin · (35 Wo.)UK | US1 ×5Diamant + Fünffachplatin · (52 Wo.)US                                                                                              | Erstveröffentlichung: 17. August 2018 Verkäufe: + 20.763.333; Travis Scott feat. Drake, Swae Lee & Big Hawk   |
| 2018 | Close to Me Brightest Blue                     | DE44 (11 Wo.)DE | AT32 (13 Wo.)AT | CH52 (13 Wo.)CH | UK17 Platin · (16 Wo.)UK | US24 ×2Doppelplatin · (25 Wo.)US | Erstveröffentlichung: 24. Oktober 2018 Verkäufe: + 3.275.000; Ellie Goulding feat. Diplo & Swae Lee           |
| 2018 | Arms Around You –                              | DE16 Gold · (16 Wo.)DE | AT15 (11 Wo.)AT | CH5 (20 Wo.)CH | UK14 Gold · (11 Wo.)UK | US28 Platin · (17 Wo.)US | Erstveröffentlichung: 25. Oktober 2018 Verkäufe: + 2.060.000; XXXTentacion & Lil Pump feat. Maluma & Swae Lee |
| 2018 | Better to Lie Friends Keep Secrets             | — | — | — | — | — | Erstveröffentlichung: 30. November 2018 Benny Blanco feat. Jesse Rutherford & Swae Lee                        |
| 2019 | Diva –                                         | — | — | — | — | — | Erstveröffentlichung: 10. Mai 2019 Aazar feat. Swae Lee & Tove Lo                                             |
| 2020 | Out of Your Mind Montana                       | — | — | — | — | — | Erstveröffentlichung: 3. Februar 2020 French Montana feat. Chris Brown & Swae Lee                             |
| 2020 | Roxanne (Remix) –                              | — | — | — | — | — | Erstveröffentlichung: 21. Februar 2020 Arizona Zervas feat. Swae Lee                                          |
| 2020 | Be Like That Mixtape Vol. 1                    | — | — | — | UK— SilberUK | US19 ×4Vierfachplatin · (20 Wo.)US | Erstveröffentlichung: 10. Juli 2020 Verkäufe: + 4.735.000; Kane Brown feat. Swae Lee & Khalid                 |
| Folgende Lieder erschienen nicht als Single, wurden aber durch das Album zum Download und Streaming bereitgestellt und konnten somit eine Platzierung erlangen: |                                                | | | | | | |
| |                                                | | | | | | |
| 2018 | Spoil My Night Beerbongs & Bentleys            | DE69 (1 Wo.)DE | AT34 (1 Wo.)AT | — | UK— SilberUK | US15 Platin · (5 Wo.)US | Charteinstieg: 4. Mai 2018 Verkäufe: + 1.485.000; Post Malone feat. Swae Lee                                  |
| 2018 | Dreamcatcher Not All Heroes Wear Capes         | — | — | — | — | US72 (1 Wo.)US | Charteinstieg: 17. November 2018 Verkäufe: + 115.000; Metro Boomin & Travis Scott feat. Swae Lee              |
| 2020 | Creature Shoot for the Stars, Aim for the Moon | — | — | — | — | US57 (1 Wo.)US | Charteinstieg: 18. Juli 2020 Pop Smoke feat. Swae Lee                                                         |
| 2023 | Calling Spider-Man: Across The Spider-Verse    | — | — | — | UK56 (4 Wo.)UK | US41 (6 Wo.)US | Charteinstieg: 15. Juni 2023 Verkäufe: + 75.000; Metro Boomin feat. Swae Lee & Nav                            |
| 2023 | Annihilate Spider-Man: Across The Spider-Verse | DE— aDE | — | — | UK59 (3 Wo.)UK | US44 (4 Wo.)US | Charteinstieg: 15. Juni 2023 Verkäufe: + 55.000; Metro Boomin feat. Swae Lee, Offset & Lil Wayne              |
| 2023 | Circus Maximus Utopia                          | — | — | — | — | US36 (1 Wo.)US | Charteinstieg: 12. August 2023 Verkäufe: + 60.000; Travis Scott feat. The Weeknd & Swae Lee                   |
| 2024 | Nightcrawler Rodeo                             | DE— bDE | AT67 (1 Wo.)AT | — | UK— SilberUK | US— PlatinUS | Charteinstieg: 16. Februar 2024 Verkäufe: + 1.250.000; Travis Scott feat. Chief Keef & Swae Lee               |

## Autorenbeteiligungen
Swae Lee als Autor (A) in den Charts

| Jahr | Titel Interpretation                                | Höchstplatzierung, Gesamtwochen, AuszeichnungChartplatzierungen (Jahr, Titel, Interpretation, Platzierungen, Wochen, Auszeichnungen, Anmerkungen) | Höchstplatzierung, Gesamtwochen, AuszeichnungChartplatzierungen (Jahr, Titel, Interpretation, Platzierungen, Wochen, Auszeichnungen, Anmerkungen) | Höchstplatzierung, Gesamtwochen, AuszeichnungChartplatzierungen (Jahr, Titel, Interpretation, Platzierungen, Wochen, Auszeichnungen, Anmerkungen) | Höchstplatzierung, Gesamtwochen, AuszeichnungChartplatzierungen (Jahr, Titel, Interpretation, Platzierungen, Wochen, Auszeichnungen, Anmerkungen) | Höchstplatzierung, Gesamtwochen, AuszeichnungChartplatzierungen (Jahr, Titel, Interpretation, Platzierungen, Wochen, Auszeichnungen, Anmerkungen) | Anmerkungen                                                 |
| Jahr | Titel Interpretation                                | DE | AT | CH | UK | US | Anmerkungen                                                 |
| ---- | --------------------------------------------------- | --- | --- | --- | --- | --- | ----------------------------------------------------------- |
| 2016 | Formation A Beyoncé                                 | DE74 (2 Wo.)DE | — | — | UK31 Gold · (3 Wo.)UK | US10 ×3Dreifachplatin · (7 Wo.)US | Erstveröffentlichung: 6. Februar 2016 Verkäufe: + 3.805.000 |
| 2016 | Pussy Print P Gucci Mane feat. Kanye West           | — | — | — | — | US89 (1 Wo.)US | Erstveröffentlichung: 22. Juli 2016                         |
| 2016 | Black Barbies A Nicki Minaj feat. Mike Will Made It | — | — | — | — | US65 (2 Wo.)US | Erstveröffentlichung: 30. November 2016                     |

## Promoveröffentlichungen
Promo-Singles

| Jahr | Titel Album    | Höchstplatzierung, Gesamtwochen, AuszeichnungChartplatzierungen (Jahr, Titel, Album, Platzierungen, Wochen, Auszeichnungen, Anmerkungen) | Höchstplatzierung, Gesamtwochen, AuszeichnungChartplatzierungen (Jahr, Titel, Album, Platzierungen, Wochen, Auszeichnungen, Anmerkungen) | Höchstplatzierung, Gesamtwochen, AuszeichnungChartplatzierungen (Jahr, Titel, Album, Platzierungen, Wochen, Auszeichnungen, Anmerkungen) | Höchstplatzierung, Gesamtwochen, AuszeichnungChartplatzierungen (Jahr, Titel, Album, Platzierungen, Wochen, Auszeichnungen, Anmerkungen) | Höchstplatzierung, Gesamtwochen, AuszeichnungChartplatzierungen (Jahr, Titel, Album, Platzierungen, Wochen, Auszeichnungen, Anmerkungen) | Anmerkungen                                               |
| Jahr | Titel Album    | DE | AT | CH | UK | US | Anmerkungen                                               |
| ---- | -------------- | --- | --- | --- | --- | --- | --------------------------------------------------------- |
| 2018 | Poquito Kisses | — | — | — | — | — | Erstveröffentlichung: 5. April 2019 Anitta feat. Swae Lee |

## Statistik

### Chartauswertung
|                     | DE    | AT    | CH    | UK    | US    |
| ------------------- | ----- | ----- | ----- | ----- | ----- |
| Nummer-eins-Alben   | DE—DE | AT—AT | CH—CH | UK—UK | US—US |
| Top-10-Alben        | DE—DE | AT—AT | CH—CH | UK—UK | US1US |
| Alben in den Charts | DE1DE | AT—AT | CH1CH | UK1UK | US1US |

|                       | DE    | AT    | CH    | UK     | US     |
| --------------------- | ----- | ----- | ----- | ------ | ------ |
| Nummer-eins-Singles   | DE—DE | AT—AT | CH—CH | UK—UK  | US2US  |
| Top-10-Singles        | DE1DE | AT—AT | CH2CH | UK3UK  | US3US  |
| Singles in den Charts | DE6DE | AT7AT | CH8CH | UK10UK | US17US |

### Auszeichnungen für Musikverkäufe
| Goldene Schallplatte - Australien - 2019: für das Lied Spoil My Night - 2020: für die Single Be Like That - 2024: für das Lied Annihilate - 2024: für das Lied Calling - 2024: für das Lied Dreamcatcher - Belgien - 2019: für die Single Sunflower - 2019: für die Single Close to Me - Brasilien - 2021: für die Single Be Like That - 2024: für das Lied The Ways - 2024: für das Lied Annihilate - 2024: für das Lied Circus Maximus - Dänemark - 2019: für die Single Arms Around You - 2019: für die Single Close to Me - Frankreich - 2019: für die Single Close to Me - 2022: für das Lied C’est Cuit - Kanada - 2020: für das Lied Borrowed Love - 2024: für das Lied Circus Maximus - Neuseeland - 2019: für die Single Close to Me - 2019: für das Lied Spoil My Night - 2019: für das Lied The Ways - 2020: für die Single Hopeless Romantic - Peru - 2017: für die Single Unforgettable - Polen - 2021: für die Single Arms Around You - 2023: für die Autorenbeteiligung Formation - Schweden - 2018: für die Single Sicko Mode - Spanien - 2024: für die Single Arms Around You Platin-Schallplatte - Australien - 2019: für die Single Arms Around You - Belgien - 2017: für die Single Unforgettable - Brasilien - 2024: für das Lied Calling - 2024: für das Lied Spoil My Night - Frankreich - 2021: für die Single Arms Around You - Griechenland - 2023: für die Single Sunflower - Italien - 2019: für die Single Close to Me - 2019: für die Single Arms Around You - Kanada - 2018: für die Single Guatemala - 2019: für die Autorenbeteiligung Formation - 2023: für das Lied Dreamcatcher - Neuseeland - 2020: für die Single Arms Around You - 2023: für die Single Real Friends (Remix) - Niederlande - 2017: für die Single Unforgettable - Polen - 2020: für die Single Close to Me - 2024: für das Lied Nightcrawler - Portugal - 2019: für die Single Arms Around You - Spanien - 2020: für die Single Sicko Mode | 2× Platin-Schallplatte - Australien - 2019: für die Single Close to Me - 2021: für die Autorenbeteiligung Formation - Brasilien - 2024: für die Single Close to Me - Dänemark - 2022: für die Single Sicko Mode - Griechenland - 2021: für die Single Sicko Mode - Italien - 2021: für die Single Sicko Mode - 2023: für die Single Sunflower - 2024: für die Single Unforgettable - Kanada - 2019: für die Single Close to Me - 2021: für das Lied Spoil My Night - Mexiko - 2025: für die Single Sicko Mode - Spanien - 2024: für die Single Sunflower - 2024: für die Single Unforgettable 3× Platin-Schallplatte - Dänemark - 2023: für die Single Sunflower - Griechenland - 2025: für die Single Unforgettable - Mexiko - 2022: für die Single Unforgettable - Polen - 2021: für die Single Sunflower - 2024: für die Single Unforgettable 4× Platin-Schallplatte - Dänemark - 2025: für die Single Unforgettable - Polen - 2021: für die Single Sicko Mode | 5× Platin-Schallplatte - Portugal - 2024: für die Single Sunflower - 2024: für die Single Sicko Mode - Schweden - 2017: für die Single Unforgettable 6× Platin-Schallplatte - Kanada - 2023: für die Single Be Like That - Neuseeland - 2023: für die Single Sicko Mode - Portugal - 2024: für die Single Unforgettable 7× Platin-Schallplatte - Neuseeland - 2024: für die Single Unforgettable 9× Platin-Schallplatte - Australien - 2021: für die Single Sicko Mode 11× Platin-Schallplatte - Neuseeland - 2025: für die Single Sunflower 13× Platin-Schallplatte - Australien - 2024: für die Single Unforgettable 20× Platin-Schallplatte - Australien - 2024: für die Single Sunflower Diamantene Schallplatte - Brasilien - 2022: für die Autorenbeteiligung Formation - Frankreich - 2017: für die Single Unforgettable - 2022: für die Single Sicko Mode - 2025: für die Single Sunflower - Kanada - 2019: für die Single Unforgettable - 2021: für die Single Sicko Mode - 2021: für die Single Sunflower - Mexiko - 2019: für die Single Sunflower - 2025: für die Single Sicko Mode 3× Diamantene Schallplatte - Brasilien - 2023: für die Single Sicko Mode 5× Diamantene Schallplatte - Brasilien - 2024: für die Single Sunflower |

Anmerkung: Auszeichnungen in Ländern aus den Charttabellen bzw. Chartboxen sind in ebendiesen zu finden.
| Land/RegionAuszeichnungen für Musikverkäufe (Land/Region, Auszeichnungen, Verkäufe, Quellen) | Silber     | Gold       | Platin         | Diamant       | Verkäufe   | Quellen              |
| -------------------------------------------------------------------------------------------- | ---------- | ---------- | -------------- | ------------- | ---------- | -------------------- |
| Australien (ARIA)                                                                            | —          | 4× Gold4   | 48× Platin48   | —             | 3.500.000  | aria.com.au          |
| Belgien (BRMA)                                                                               | —          | 2× Gold2   | Platin1        | —             | 70.000     | ultratop.be          |
| Brasilien (PMB)                                                                              | —          | 4× Gold4   | 4× Platin4     | 9× Diamant9   | 1.680.000  | pro-musicabr.org.br  |
| Dänemark (IFPI)                                                                              | —          | 2× Gold2   | 9× Platin9     | —             | 900.000    | ifpi.dk              |
| Deutschland (BVMI)                                                                           | —          | Gold1      | 5× Platin5     | —             | 2.400.000  | musikindustrie.de    |
| Frankreich (SNEP)                                                                            | —          | 2× Gold2   | Platin1        | 3× Diamant3   | 1.299.999  | snepmusique.com      |
| Griechenland (IFPI)                                                                          | —          | —          | 6× Platin6     | —             | 120.000    | Einzelnachweise      |
| Italien (FIMI)                                                                               | —          | —          | 8× Platin8     | —             | 640.000    | fimi.it              |
| Kanada (MC)                                                                                  | —          | 2× Gold2   | 13× Platin13   | 3× Diamant3   | 3.520.000  | musiccanada.com      |
| Mexiko (AMPROFON)                                                                            | —          | —          | 5× Platin5     | 2× Diamant2   | 900.000    | amprofon.com.mx      |
| Neuseeland (RMNZ)                                                                            | —          | 4× Gold4   | 26× Platin26   | —             | 840.000    | radioscope.co.nz NZ2 |
| Niederlande (NVPI)                                                                           | —          | —          | Platin1        | —             | 40.000     | nvpi.nl              |
| Österreich (IFPI)                                                                            | —          | —          | 2× Platin2     | —             | 60.000     | ifpi.at              |
| Peru (UNIMPRO)                                                                               | —          | Gold1      | —              | —             | 3.000      | Einzelnachweise      |
| Polen (ZPAV)                                                                                 | —          | 2× Gold2   | 12× Platin12   | —             | 620.000    | olis.pl              |
| Portugal (AFP)                                                                               | —          | —          | 17× Platin17   | —             | 170.000    | Einzelnachweise      |
| Schweden (IFPI)                                                                              | —          | Gold1      | 5× Platin5     | —             | 240.000    | sverigetopplistan.se |
| Schweiz (IFPI)                                                                               | —          | —          | 4× Platin4     | —             | 80.000     | hitparade.ch         |
| Spanien (Promusicae)                                                                         | —          | Gold1      | 5× Platin5     | —             | 310.000    | elportaldemusica.es  |
| Vereinigte Staaten (RIAA)                                                                    | —          | 4× Gold4   | 20× Platin20   | 4× Diamant4   | 62.000.000 | riaa.com             |
| Vereinigtes Königreich (BPI)                                                                 | 5× Silber5 | 2× Gold2   | 15× Platin15   | —             | 10.070.000 | bpi.co.uk            |
| Insgesamt                                                                                    | 5× Silber5 | 32× Gold32 | 207× Platin207 | 21× Diamant21 |            |                      |